# Callipia hamaria
Callipia hamaria är en fjärilsart som beskrevs av Sperry 1951. Callipia hamaria ingår i släktet Callipia och familjen mätare. Inga underarter finns listade i Catalogue of Life.